# Histoire de Disneyland
Le parc Disneyland en Californie est le premier des parcs Disney, de plus le seul Royaume Enchanté conçu et vu par Walt Disney. Il a été inauguré le 17 juillet 1955. Il fut construit en un peu plus d'un an par les équipes de Walt Disney Imagineering.
Le parc a été construit sur une ancienne orangeraie d'Anaheim de 73 ha, dans le comté d'Orange, à une trentaine de kilomètres au sud-est de Los Angeles. Seuls 37 ha constituent le parc proprement dit, c'est le plus petit des royaumes enchantés de Disney.
Le parc fait partie du complexe Disneyland Resort qui comprend aussi un autre parc, Disney California Adventure, plusieurs hôtels et une zone commerciale.
Voici l'historique de ce parc d'attractions

## Historique

### L'avant-projet 1948-1955

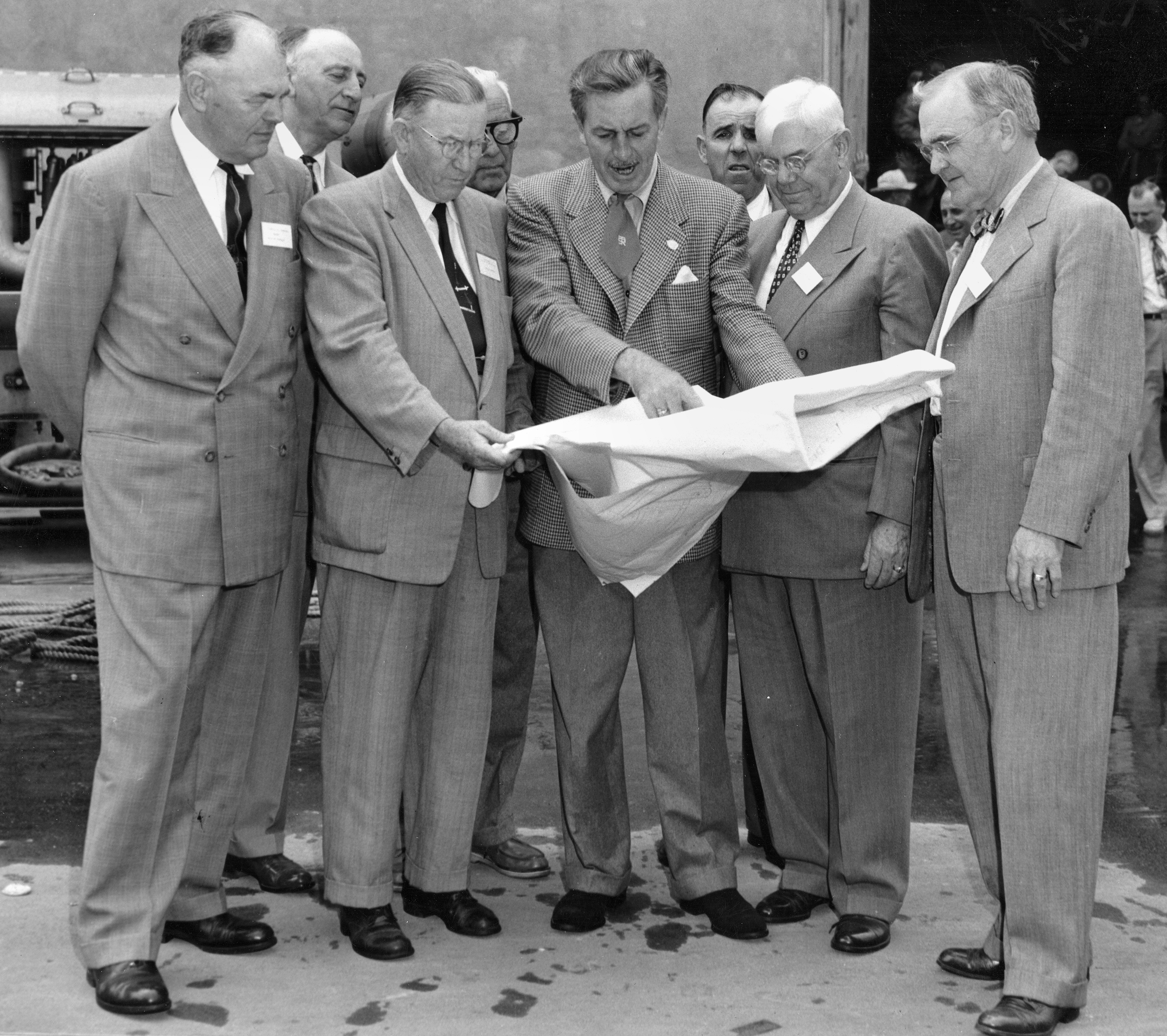
Walt Disney (centre) montrant à quelques officiels du comté d'Orange les plans de Disneyland, en décembre 1954.

En 1948, Walt Disney décrit dans un mémo l'idée d'un parc Mickey Mouse. La petite histoire voudrait qu'il aurait imaginé cette idée sur le banc d'un jardin public en regardant ses filles s'amuser, alors que tous les parents, à son image, patientaient sans se divertir. Walt proposait d'utiliser une parcelle de 3,2 ha des Studios Disney située au sud, de l'autre côté de la Riverside Drive. Walt Disney avait une passion pour les miniatures et particulièrement les trains, et il voulut rapidement combiner les deux. Mais les idées furent si nombreuses que la parcelle fut rapidement insuffisante.
Le 16 décembre 1952, Walt Disney fonde le WED entreprises pour concevoir et construire Disneyland avec ses biens personnels. Walt après avoir rencontré Harrison Price demanda une étude au Stanford Research Institute pour trouver un site, si possible en Californie du sud. L'étude rendit son résultat le 28 août 1953, le site d'Anaheim sembla le meilleur site pour un parc d'attractions.
Le 21 juillet 1954, Walt pose la première pierre. Seulement 257 jours restaient pour construire le parc et personne de l'équipe ne savaient si les plans étaient les définitifs. Le 27 octobre 1954, l'émission Disneyland débute sur ABC, assurant la promotion du parc. Le premier édifice achevé fut le Main Street Opera House mais il contenait, avant son ouverture, une scierie, selon la décision de Joe Fowler, superviseur de la construction, et afin de finir plus rapidement les travaux. Rapidement, Walt Disney décide que la section Main Street, USA devait contenir une vieille boutique de disques et il demande à Jimmy Johnson président des Disney Music Companies de développer le projet.
Le 13 juillet 1955, Walt utilise le parc en cours de finition pour célébrer ses 30 ans de mariage avec Lillian. Une partie de la soirée se passe à bord du Mark Twain Riverboat et marque son voyage inaugural. Walt et Lilian durent nettoyer eux-mêmes les ponts du navire de la poussière et des objets laissés par les ouvriers.

### Lesannées 1950
Le 17 juillet 1955, le parc ouvre ses portes, sous une grande chaleur, le goudron de Main Street datant seulement de la veille. Le même jour sur ABC, une émission télévisée célèbre pendant plus d'une heure de direct l'ouverture du parc. Art Linkletter, Bob Cummings et Ronald Reagan (pas encore président) en sont les présentateurs et sont accompagnés de Fess Parker (Davy Crockett), Annette Funicello, Louis Armstrong, Sammy Davis, Jr.… qui font le spectacle. Les attractions sont peu nombreuses mais on compte déjà des classiques tels que Jungle Cruise, Mark Twain Riverboat sur les Rivers of America ou Blanche-Neige. Ces attractions sont réparties dans cinq pays, Main Street USA, Adventureland, Frontierland, Fantasyland et Tomorrowland.
Jimmy Johnson détaille cette première journée. L'émission en directe était organisée pour accueillir 6 000 visiteurs, la plupart des gens de la presse, mais 12 000 personnes supplémentaires ont forcé l'entrée du parc, créant un véritable chaos. L'émission a permis de masquer les dégâts, comme les collines et barrières escaladées ou la grève des plombiers qui a empêché d'alimenter en eau les fontaines et les toilettes.
Durant l'été 1955 de nouvelles attractions complètent le parc dont Dumbo the Flying Elephant. Du 18 juillet au 30 septembre 1955, le parc accueille un million de visiteur, totalisant près de 4 millions en une année fiscale.
En 1956, encore de nouvelles attractions ouvrent dont Storybook Land Canal et un funiculaire, Skyway, entre Fantasyland et Tomorrowland. Durant le congrès des actionnaires une question était sur le financement de Disneyland. Roy Disney commence alors une longue explication, d'abord à propos de Western Publishing, puis de la participation ABC et s'apercevant que l'auditoire ne le suivait plus il dit « pour faire simple cela a été obtenu avec des miroirs. »
En février 1957, la Maison du Futur de Monsanto (Monsanto Future House) est construite selon les plans du MIT. Le 16 juin 1957 , un espace nommé Holidayland situé à l'extérieur du parc ouvre pour accueillir un cirque sous chapiteau, l'ensemble a fermé en 1961. Le 19 juin 1957 Walt Disney Productions rachète 31 % de Disneyland Inc pour 528 810 $.
En juin 1959, le parc reçoit l'une de ses plus grandes modifications avec l'ajout du Matterhorn Bobsleds (le Cervin), les Submarine Voyage et le premier monorail (pour une histoire complète Cf. Disneyland Monorail). Ces nouveautés permettent de compléter le parc dont certaines parties ne pouvaient être construites par manque de fonds. Le 14 juin 1959, le vice-président Richard Nixon et sa famille dédicacent la cérémonie d'ouverture.

### Lesannées 1960

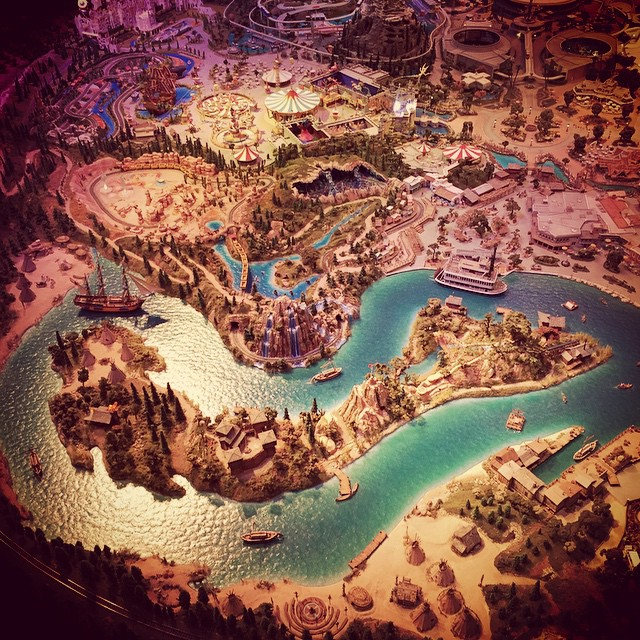
Maquette de Disneyland vers 1962, partie Frontierland et Fantasyland, exposée au Walt Disney Family Museum
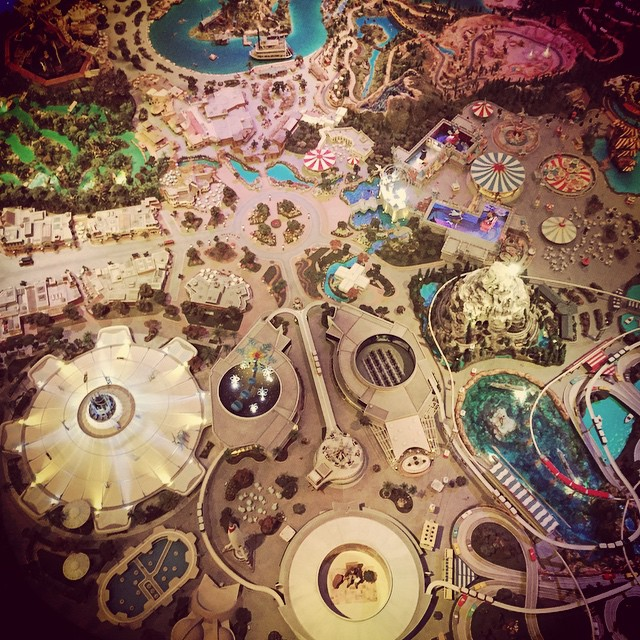
Maquette de Disneyland vers 1962, partie Tomorrowland, exposée au Walt Disney Family Museum

- Au début de l'été 1960, Frontierland accueille un décor du far-west, Nature's Wonderland,  explorable en train ou à dos de mules, mais sera remplacé par Big Thunder Mountain.
- Le 6 juillet 1960, Disney rachète les 34,5 % restants de Disneyland Inc à ABC pour 7,5 millions de dollars.
- En juin 1961, le monorail est prolongé jusqu'au Disneyland Hotel.
- En novembre 1961 une maison hantée est projetée, Haunted Mansion mais Walt Disney voulant que tout le parc soit propre et brillant, le concept extérieur de maison délabrée fut revu pour devenir un manoir de Louisiane. La construction fut repoussée pour des raisons techniques.
- En novembre 1962, le Swiss Family Treehouse, l'arbre des Robinsons en béton et acier fut installé à l'entrée de Jungle Cruise. Il reprend le thème de l'arbre où les Robinsons suisses construisent leurs maisons dans le film de 1960 Swiss Family Robinson.
- En 1963, New Orleans Square un nouveau pays ouvre ses portes le long de Rivers of America. C'est le premier pays à être ajouté et le seul (pour le moment) à ne pas avoir d'entrée sur le hub (CF Plan radial). Il ne contient pour le moment aucune attraction mais des boutiques sur le thème du quartier français de La Nouvelle-Orléans visité en 1957 par les équipes de Disney.
- En juin 1963, The Enchanted Tiki Room ouvre à Adventureland et présente des robots d'oiseaux chantant et bougeant ensemble. Ce sont les premiers audio-animatronics. Cette attraction démontre les talents que recèlent les WED Enterprises.
- En 1964-65 WED Enterprises élaborent quatre attractions pour la Foire internationale de New York : un pavillon pour l'UNICEF sponsorisé par Pepsi, un pour Ford, un autre pour General Electric et le dernier pour l'État d'Illinois. (Cf. Foire de New York 64-65)

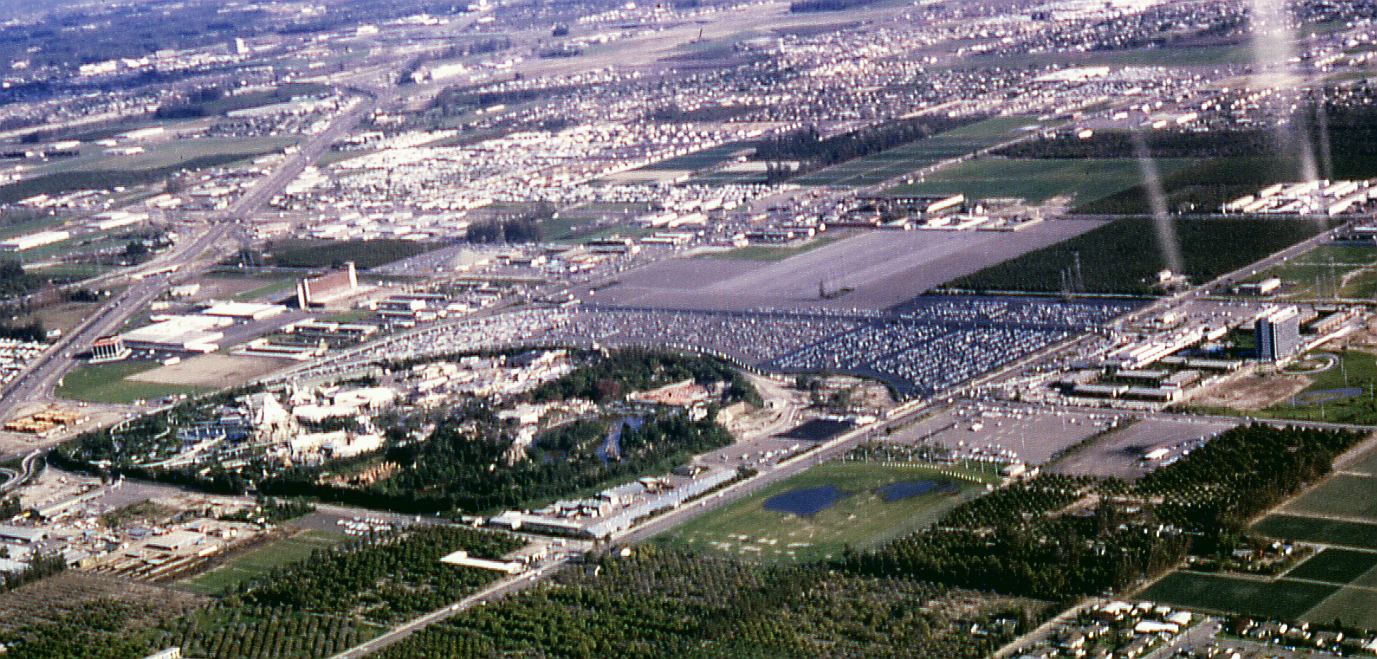
Photo aérienne du parc, du DIsnyeland Hotel et du monorail en 1965

- Le 3 janvier 1965, Disneyland accueille It's a Small World l'ancien pavillon de Pepsi.
- En juillet 1965, le robot d'Abraham Lincoln du pavillon de l'État d'Illinois est déplacé depuis New York pour être présenté à Disneyland dans une exposition de Main Street USA, Great Moments with Mr. Lincoln.
- L'été 1966, les deux dernières attractions de la foire universel sont modifié, le caroussel du progrès est stocké dans les entrepôt du parc avec l'attraction sponsorisé par Ford. Le canyon de la préhistoire est transporté entre la station de tomorrowland et celle de main street visible uniquement via le disneyland railroad
- Le 15 décembre 1966 Walt Disney décède d'un cancer des poumons.
- En 1967 Tomorrowland est remodelé selon la vision de l'imagineer John Hench, pour refléter une ville futuriste centrée sur un astroport.
- En février 1967 une nouvelle attraction ouvre dans New Orleans Square, avec des Audio-Animatronics sur le thème des pirates, les fameux Pirates of the Caribbean.
- En août 1969, Haunted Mansion ouvre enfin aussi dans New Orleans Square.

### Lesannées 1970
- Le 17 juin 1971 le 100 millionième visiteur passe les portes de Disneyland.
- En 1972, la boutique musicale Wonderland Music Store ferme ses portes. Bear Country ouvre ses portes le long des Rivers of America derrière New Orleans Square.
- Le 17 juin 1972 a lieu la première de la Main Street Electrical Parade
- En septembre 1979, Big Thunder Mountain Railroad ouvre au public en lieu et place de Nature's Wonderland.

### Lesannées 1980
- 8 janvier 1981 : Disneyland accueille son 200 millionième visiteur[12]
- En 1981-82 Tomorrowland est à nouveau mis à jour.
- Au printemps 1983, Fantasyland reçoit lui aussi une « révision » avec principalement des façades avec plus de relief.
- En 1986, une nouvelle entrée est construite pour les Pirates of the Caribbean avec autour un escalier en fer à cheval menant à un ancien appartement privé de Disney transformé en la Disney Gallery.
- En 1987 une collaboration entre Walt Disney Imagineering et George Lucas permet l'ouverture de Star Tours, basé sur la trilogie Star Wars.
- Le 22 juin 1988, la sortie du film Qui veut la peau de Roger Rabbit relance l'intérêt de Mickey's Toontown.
- En 1989 avec l'ouverture de Splash Mountain, Bear Country devient Critter Country.

### Lesannées 1990
- Le 26 janvier 1993 Mickey's Toontown ouvre à Disneyland[13]. C'est le premier pays construit entièrement de l'autre côté de la ligne de train entourant le parc.
- Le 3 mars 1995, Indiana Jones Adventure : Temple of the Forbidden Eye ouvre dans Adventureland, une attraction conçue avec George Lucas et située à l'extérieur du parc avec un long couloir décoré permettant d'y accéder[14],[13].
- En été 1998, Tomorrowland ouvre avec un nouveau design, utilisant des couleurs cuivre, or et rouge. Space Mountain perdra sa couleur blanche pour un cuivre oxydé. C'est le point d'orgue de l'ère Pressler.
- En janvier 1999 le Swiss Family Treehouse devient le Tarzan's Treehouse en raison du succès du film Tarzan.

### Lesannées 2000
- En 2000, le système FastPass est inauguré afin de réduire la longueur des files d'attentes.
- Le 8 février 2001 a lieu la cérémonie d'ouverture du parc situé en face de Disneyland, Disney's California Adventure transformant le domaine en un resort : Disneyland Resort. Ce parc a réellement ouvert ses portes le 1er janvier 2001
- Le 5 septembre 2003, l'attraction Big Thunder Mountain Railroad fait un mort et 10 blessés, à cause d'un défaut de freinage dû à un manque d'entretien.
- Le 8 janvier 2004 : Disneyland accueille son 500 millionième visiteur[12]
- Le 3 avril 2004, une semaine après sa réouverture et le 8 juillet 2004 Big Thunder Mountain Railroad accuse encore des problèmes techniques.
- En 2005 Disneyland fête ses 50 ans avec la Happiest Homecoming on Earth. La plupart des erreurs de l'ère Pressler sont « corrigées » ou sont en vue de l'être. De nouvelles attractions ouvrent et la plupart des attractions et boutiques reçoivent une rénovation.
- En 2007, l'attraction Submarine Voyage, fermée depuis 1998, devrait rouvrir avec un thème inspiré du film Le Monde de Nemo.
- Le 12 septembre 2009 Jay Rasulo a annoncé l'ouverture de Star Tours II en 2011 à Disneyland en Californie et aux Disney's Hollywood Studios de Floride[15].

### Lesannées 2010
Le 15 août 2010, Harrison "Buzz" Price décède à l'âge de 89 ans, il est connu pour être l'économiste qui proposa le site d'Anaheim pour le parc Disneyland[source secondaire souhaitée].
Le 11 janvier 2016, Disney dévoile une esquisse de la future berge des Rivers of America de Disneyland à la fin des travaux de Star Wars Land. Le même jour, Disneyland dépose un dossier à la FAA pour autoriser le survol du site par des drônes
Le 14 avril 2016, Disney confirme le début de la construction de Star Wars Land à la fois en Floride et en Californie avec une image à 360°,.
Le 28 juillet 2017, après 18 mois de fermeture pour construire Star Wars: Galaxy's Edge, les attractions Rivers of America et Disneyland Railroad rouvrent avec un nouveau paysage et un premier virage à gauche pour la voie de chemin de fer circulaire.